# Vliegveld Matekane
Vliegveld Matekane (Matekane Air Strip) is een 400 meter lange start- en landingsbaan in Lesotho die eindigt bij een 600 meter diepe afgrond. 
Het vliegveld wordt gebruikt door liefdadigheidsorganisaties en artsen om afgelegen dorpen in het gebied te bezoeken en wordt gezien als de engste start- en landingsbaan ter wereld.